# Edel Music
Edel Music är ett tyskt skiv- och distributionsbolag grundat 1986 av Michael Haentjes. Edel Musics huvudkontor finns i Hamburg, men Edel Network expanderade bolaget till att sälja över hela Europa.